# Isabela Merced
Isabela Yolanda Moner (Cleveland, 10 de julho de 2001), agora conhecida como Isabela Merced, é uma cantora e atriz norte-americana ficou conhecida após estrelar o sitcom da Nickelodeon 100 Things to Do Before High School e também por participar do elenco do filme Transformers: The Last Knight.
Merced estrelou como Dora, a personagem principal no filme Dora and the Lost City of Gold. De 2014 a 2017, ela forneceu a voz de Kate na série animada da Nickelodeon, Dora and Friends: Into the City!.

## Biografia
Moner nasceu em Cleveland, Ohio, Estados Unidos, e tem dupla nacionalidade, pois sua mãe é peruana e seu pai é norte-americano. Isabela é a filha do meio entre os irmãos Jared Moner e Gyovanni Moner  Ela começou a atuar em 2014, aos 13 anos de idade, quando ela se apresentou em uma produção da Broadway de Evita. Estrelou a série da Nickelodeon, 100 Things to Do Before High School como CJ Martin, mas em 2016 a série foi oficialmente cancelada.
Em 14 de outubro de 2019, ela anunciou a mudança de seu nome artístico para Isabela Merced, em homenagem à sua avó. "Embora Isabela Moner seja um nome que me foi dado, Isabela Merced conta minha história e meu futuro", explicou a atriz. Seu primeiro trabalho sob o nome de Isabela Merced é o lançamento de mais um trabalho musical, o compacto "Papi".

## Filmografia

### Filmes
| Ano  | Título                                    | Papel          | Notas       |
| ---- | ----------------------------------------- | -------------- | ----------- |
| 2013 | The House That Jack Built                 | Jovem Nadia    |             |
| 2015 | Splitting Adam                            | Lori Collins   | Filme de TV |
| 2016 | Middle School: The Worst Years of My Life | Jeanne Galleta | Filme de TV |
| 2016 | Legends of the Hidden Temple              | Sadie          | Filme de TV |
| 2017 | Transformers: The Last Knight             | Izabella       |             |
| 2017 | The Nut Job 2: Nutty by Nature            | Heather        | Voz         |
| 2018 | Sicario 2: Soldado                        | Isabela Reyes  |             |
| 2018 | Instant Family                            | Lizzie         |             |
| 2019 | Dora and the Lost City of Gold            | Dora           |             |
| 2019 | Let It Snow                               | Julie          |             |
| 2021 | Spirit Untamed                            | Lucky Prescott | Voz         |
| 2021 | Sweet Girl                                | Rachel Cooper  |             |
| 2021 | Rosaline                                  | Juliet         |             |
| 2022 | Father of the Bride                       | Cora Herrera   |             |
| 2024 | Madame Web                                | Anya Corazón   |             |
| 2024 | Turtles All the Way Down                  | Aza Holmes     |             |
| 2024 | Alien: Romulus                            |                |             |
| 2025 | Superman                                  | Mulher-Gavião  |             |

### Televisão
| Ano       | Título                              | Papel         | Notas                                                |
| --------- | ----------------------------------- | ------------- | ---------------------------------------------------- |
| 2014      | Growing Up Fisher                   | Jenny         | 7 episódios                                          |
| 2014-2016 | Dora and Friends: Into the City!    | Kate (voz)    | 12 episódios                                         |
| 2014-2016 | 100 Things to Do Before High School | CJ Martin     | Protagonista                                         |
| 2015      | Ho Ho Holiday Special               | Ela Mesma     | Especial de Natal da Nickelodeon                     |
| 2019      | The Amazing Race Canada             | Ela Mesma     | Convidada Especial; Episódio "Clamageddon Continues" |
| 2025      | The Last of Us                      | Dina          | 2.ª Temporada; recorrente                            |
| 2025      | Peacemaker                          | Mulher-Gavião | 2.ª Temporada;                                       |

## Discografia

### Álbuns de estúdio
| Título                | Detalhes do álbum                                                                                      |
| --------------------- | --- |
| Stopping Time         | - Lançamento: 18 de setembro de 2015 - Formatos: CD, download digital - Gravadora: Broadway Records    |
| the better half of me | • Lançamento: 22 de maio de 2020 • Formatos: download digital, streaming • Gravadora: Republic Records |

### Singlespromocionais
| Título                            | Ano  |
| --------------------------------- | ---- |
| "It's a Brand New Day"            | 2014 |
| “My Only One (No Hay Nadie Más)”  | 2018 |
| “Lista de Espera”                 | 2018 |
| “I’ll Stay (from Instant Family)” | 2018 |
| “PAPI”                            | 2019 |
| “Apocalipsis“                     | 2020 |
| “Don’t Go (feat. Danna Paola)”    | 2020 |
| “Caliente Navidad”                | 2020 |
| “Fearless (from Spirit Untamed)”  | 2021 |
| “Agonía (feat. KayFex)            | 2022 |

## Prêmios e indicações
| Ano  | Premiação     | Categoria                      | Trabalho                            | Resultado | Ref.   |
| ---- | ------------- | ------------------------------ | ----------------------------------- | --------- | ------ |
| 2015 | Imagen Awards | Melhor Atriz Jovem - Televisão | 100 Things to Do Before High School | Indicada  | [ 12 ] |